# Kempong
Kempong est un village du Cameroun. 
Il fait partie de 22 villages bantous de la commune de Doumé situé dans la région de l’Est et dans le département du Haut-Nyong.

## Climat
Il y a un climat équatorial de type guinéen à quatre saisons d’inégales durées : une grande saison sèche de novembre à mi-mars ; une petite saison pluvieuse de mi-mars à mi-juin ; une petite saison sèche de mi-juin à mi-août ; une grande saison pluvieuse de mi-août à fin octobre. La température moyenne annuelle est de 25 °C. Ce climat favorise annuellement la conduite de deux campagnes agricoles.

## Population
Les 3615 habitants sont répartis entre 1800 hommes et 1815 femmes.
Dans le village de Kempong se trouve principalement l'éthnies des Bakoum. Les habitants pratiquent principalement la religion catholique. Et bien plus d'autres religions comme ( L'église évangélique, l'église adventiste, et aussi les musulmans sont déjà installés dans le village.

## Infrastructures
Avant les enfants se déplaçait pour aller à l'école dans d'autres village voisins. Mais aujourd'hui l'école primaire est déjà construit et un centre préscolaire et en cours de construction. Mais il n'y a pas encore un établissement secondaire, donc les enfants qui sont en classe secondaire doivent se déplacer pour parcourir plus de 7 km de marche pour aller au lycée.

## Économie
Trois grands secteurs se retrouvent dans les villages de la commune.
Le premier secteur est représenté par les activités agropastorales. L’agriculture et l’élevage sont pratiqués par plus de 80 % de la population active.
Le deuxième aspect des activités économiques sont les activités génératrices de revenus. Le commerce ou plutôt le petit commerce est florissant. La chasse est encore très prisée.
Le troisième secteur est celui des activités liées à l’exploitation forestière. Des exploitants forestiers écument depuis des décennies, les forêts de la commune.